# عبد الستار حامد الدباغ
عبد الستار حامد الدباغ (1933 - 2018) هو كاتب ومؤرخ وأكاديمي عراقي، وباحث في الفقه الإسلامي.

## حياته
عبد الستار الدباغ من مواليد مدينة الموصل عام 1933، حاصل على شهادة بكالوريوس في كلية الشريعة بجامعة بغداد، حاصل على الماجستير من جامعة القاهرة 1974، والدكتوراه من الجامعة نفسها عن أطروحته بعنوان «الحسن بن زيد وفقهه بين معاصريه من الفقهاء». بعد إكمال دراسته العليا عاد إلى بغداد، وعيّن أستاذاً في كلية الشريعة لعدة سنوات، وبعدها شغل منصب رئيس الجامعة العراقية لمدة عام 2003 - 2004.

## مؤلفاته
1. نظرية الحق في الفقه الإسلامي، وهو كتاب منهجي مقرر يدرس في كليات الحقوق العراقية.
2. أحكام الأسرة في الفقه الإسلامي.
3. مباحث في علوم التفسير.
4. أحكام إنهاء النكاح.
5. من فقه أحاديث الأحكام.
6. واقعية الإسلام بين العزوبية والطلاق.

## روابط خارجة
- ندوة عنه على منصة يوتيوب